# Dennis A. Blakeslee
Dennis A. Blakeslee, född 11 mars 1856 i New Haven, död 5 april 1933, var en amerikansk politiker som var viceguvernör i Connecticut från 1911 till 1913. Detta var under den första av två tvååriga mandatperioder som Simeon E. Baldwin var guvernör.